# ノカイドウ
ノカイドウ（野海棠、学名：Malus spontanea）は、霧島山にのみ自生するバラ科の植物である。1910年（明治43年）、鹿児島県に住む中野与衛門と深沢武逸が発見し、牧野富太郎によってノカイドウと命名され新種として発表された。1985年に宮崎県高鍋町で近似種が発見されタカナベカイドウと名付けられている。近縁の園芸種としてハナカイドウがある。

## 特徴
高さ3-5メートルの小高木で枝分かれの発達した樹形を呈し、鳥の止まりにくい姿から地元ではトリトマラズとも呼ばれている。葉は長さ3-5センチメートル、幅1.5-3センチメートルの楕円形で縁は鋸歯状である。5月上旬に赤色の蕾から薄桃色の直径2-2.5センチメートルの花を咲かせる。花のあとに直径8ミリメートルの実を結び秋には赤く色づく。

## 分布
世界で霧島山にのみ自生する固有種である。確認された個体の大部分はえびの高原の長江川源流付近あるいは日当たりの良い湿地に集中している。この地域は1923年（大正12年）3月に「ノカイドウ自生地」として日本国の天然記念物に指定された。1966年（昭和41年）の調査ではえびの高原で473株が確認されているが、1995年（平成7年）の調査では251株に減少している。シカによる食害を防ぐため、幼木にはヘキサチューブと呼ばれる六角形の半透明プラスチック製カバーが掛けられている。
洪水などによって広範囲で植生が失われた場所に定着した種であると考えられており、遷移によって植生が変化し日当たりが悪くなるに従って急速に衰退しつつある。衰退を防ぐためには周辺の植生に手を入れる必要があるが、自生地は国立公園内にあり天然記念物でもあるため大規模な植生の変更は認められておらず自生地が消滅する可能性も指摘されている。

## 保護上の位置づけ
絶滅危惧IB類 (EN)（環境省レッドリスト）
1997年ではIA類 (CR) とされるが、2007年にIB類 (EN) に変更。
- ノカイドウの枝
- ノカイドウの実
- ヘキサチューブ